# Zelený Důl (Čistá)

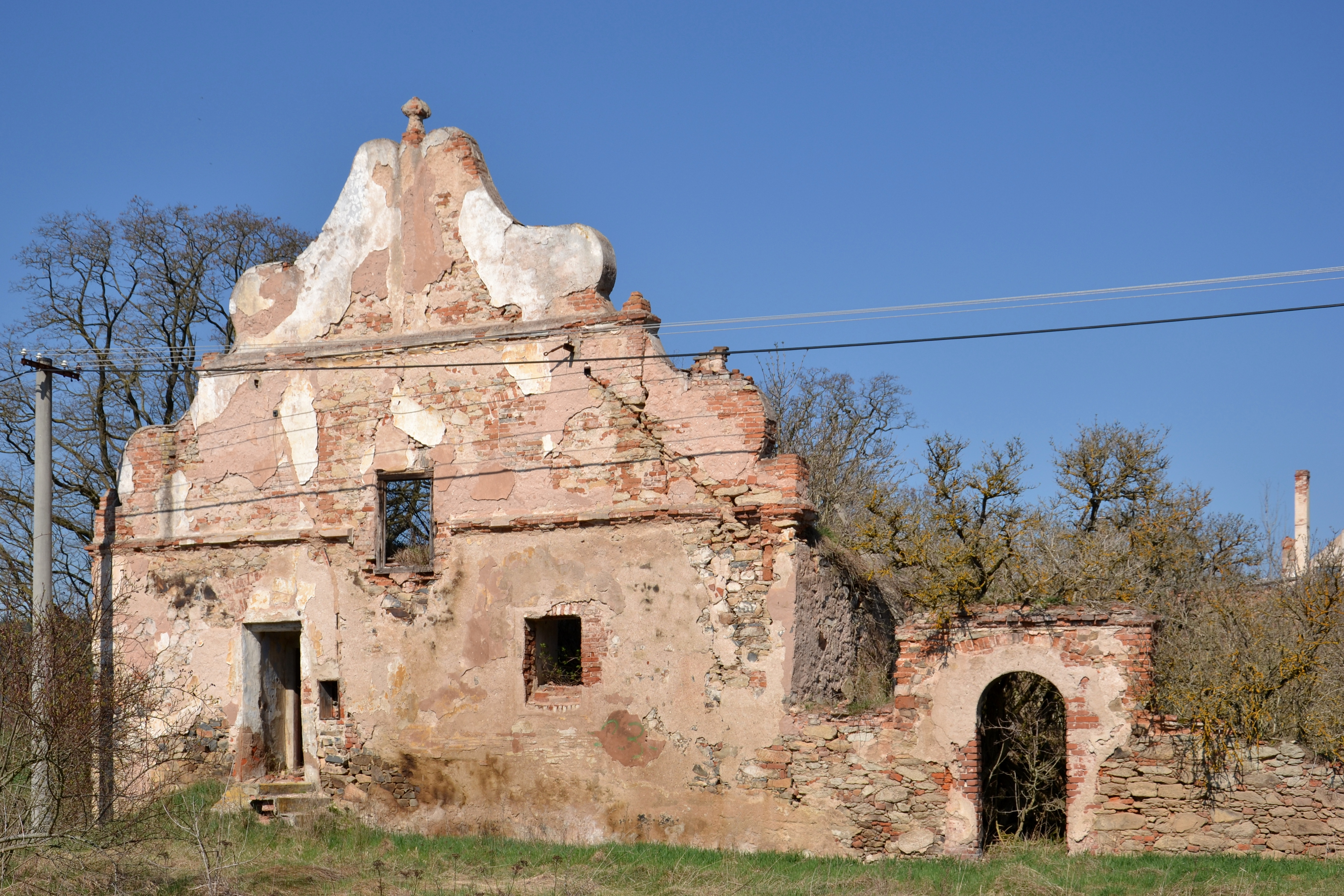
Ruine des barocken Meierhofes

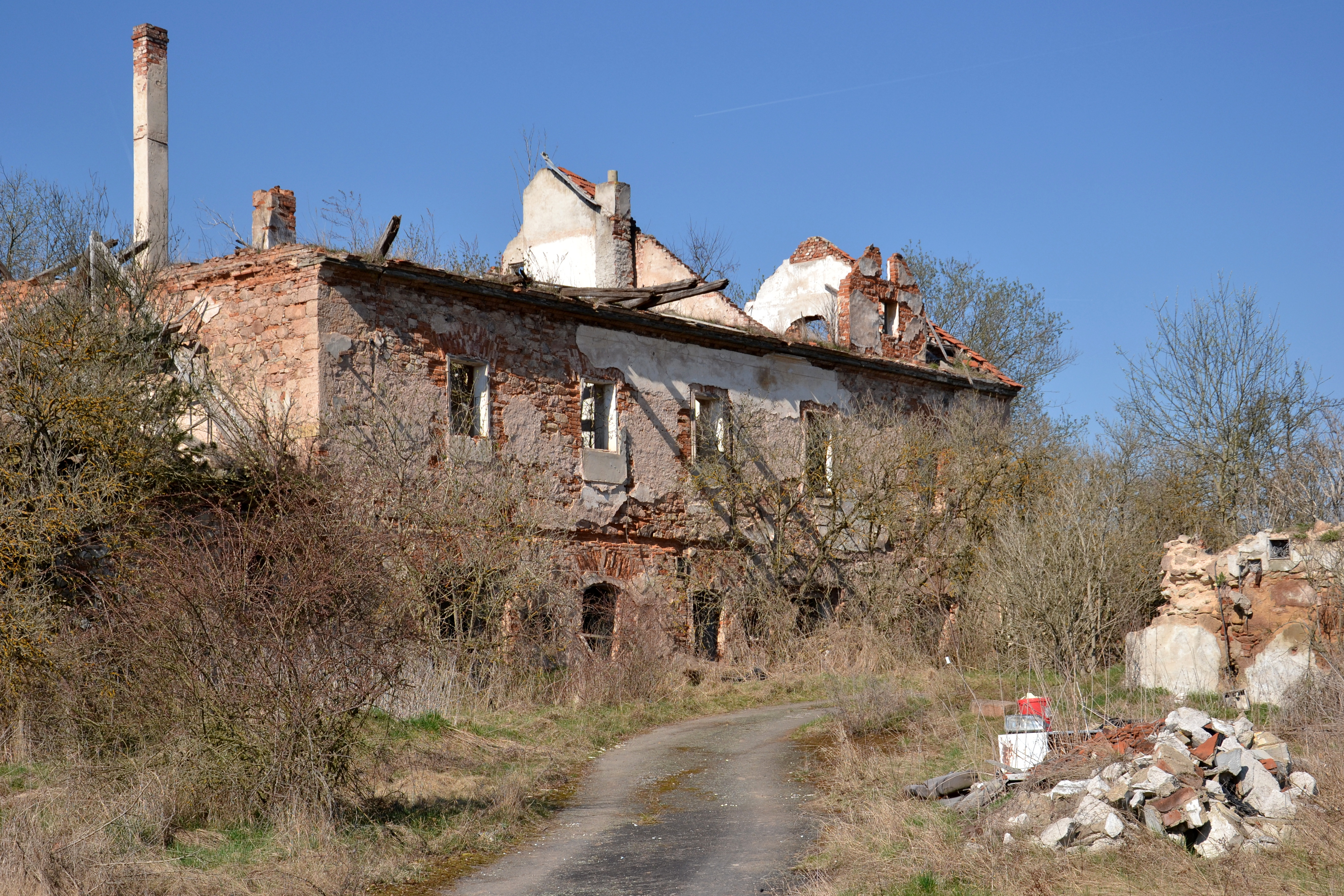
Ruine eine Wirtschaftsgebäudes des Hofes

Zelený Důl (deutsch Grünthal) ist eine Grundsiedlungseinheit der Gemeinde Čistá (Tschistay) in Tschechien. Sie liegt sieben Kilometer südöstlich von Jesenice (Jechnitz) und gehört zum Okres Rakovník.

## Geographie
Die Streusiedlung Zelený Důl erstreckt sich am östlichen und südöstlichen Fuße des Lhotský vrch (Welhotenberg; 606 m n.m.) auf der von Wäldern umgebenen großen landwirtschaftlichen Nutzfläche Dvorská pole (Hofefelder) in der Rakovnická pahorkatina (Rakonitzer Hügelland) am Rande des Naturparks Jesenicko. Im Osten – am Křížovský potok, liegen das Forsthaus und die Ruinen der Brennerei; anderthalb Kilometer südwestlich davon die Schäferei und zwischen beiden die Hofruine. Gegen Südwesten erhebt sich der Libyňský vrch (561 m n.m.). Auf den Fluren von Zelený Důl – wahrscheinlich am Křížovský potok, wo der Burgstall Hluboký erhalten ist – befindet sich die mittelalterliche Ortswüstung Hluboký bzw. Hluboká.
Nachbarorte sind Lhota (Welhoten) im Norden, Smrk im Nordosten, Nová Ves (Neu Wallisdorf) und Kůzová (Wallisgrün) im Osten, V Lukách und Strachovice (Strachowitz) im Südosten, Hradecko und Hubenov (Hubenau) im Süden, Vysoká Libyně (Hochlibin) und Bílov (Bilow) im Südwesten, Přehořov (Überbergen) und Žihle (Scheles) im Westen sowie Podbořánky (Podersanka) und Žďár (Schaar) im Nordwesten.

## Geschichte

### Hluboký / Hluboka
Die erste schriftliche Erwähnung von Hluboky erfolgte 1146 in der Dotation des neugegründeten Zisterzienserklosters Plasy durch Herzog Vladislav II. Auf welchem Wege das Dorf wieder in weltliche Hände gelangte, ist nicht bekannt. In der zweiten Hälfte des 13. Jahrhunderts gehörte Hluboka zu den Gütern der Vladiken von Trnowan; es wird angenommen, dass zu der Zeit die Motte bereits bestand. Im Zuge der Teilung des die Dörfer Vrbice, Bedlno, Očihovec, Březnice, Hluboka, Smrk und Šanov umfassenden Gutsbesitzes zwischen den Söhnen des Sulislav von Trnovan – Bohuslav von Bůškovice und Sulislav d. J. von Trnovan – fiel das Dorf im Jahre 1275 Sulislav d. J. zu. Im Besitz des Geschlechts, das sich später Šanovec von Šanov nannte, blieb das Gut Hluboka über 150 Jahre. Ab 1413 war Purkart von Šanov Besitzer von Hluboka. Während der Hussitenkriege wurde Hluboka zwischen 1421 und 1424 durch das Heer Jan Žižkas zerstört und nicht wiederaufgebaut.
1430 veräußerte Purkart von Šanov seinen Grundbesitz in Hluboka, Lhota und Klečetné mit den zugehörigen Wäldern, Wiesen und Teichen für 200 Schock Groschen an Johann von Biskupitz und Johann Bobowsky von Říčan auf Skryje. Wenig später erwarben die Herren von Guttenstein die Fluren und schlugen sie ihrem Gut Vysoká Libyně (Hochlibin) zu. Nach der Gefangennahme des Raubritters Dietrich von Guttenstein durch König Vladislav II. verkaufte er 1509 das Gut Vysoká Libyně mit den wüsten Dörfern Hluboka und Lhota an Heinrich von Kolowrat auf Krakovec. Danach wurde Hluboka nie wieder erwähnt.
Das Dorf Hluboka stand wahrscheinlich auf der östlich des Burgstalles gelegenen Flur In den Teicheln, wo im 19. Jahrhundert Mauerreste einer größeren Ansiedlung aufgefunden wurden.

### Zelený Důl / Grünthal
Im Jahre 1655 ließ der Besitzer des Gutes Vysoká Libyně, Christoph Jaroslaw Kolowrat-Krakovský, am Wald Hlubocko eine Schäferei anlegen und bei dieser einige Chaluppen errichten. Er gab der Häusergruppe den Namen Zelený Důl. 1659 erbten Christoph Jaroslaws Söhne Ernst Abund, Albrecht Heinrich und Maximilian Wenzel den Besitz gemeinschaftlich. Diese hatten eine deutsche Erziehung genossen und ließen bei ihren Untertanen die deutsche Sprache einführen. Wenig später erhielt Albrecht Heinrichs Frau Anna Elisabeth von Mettich das Allodialgut Vysoká Libyně / Hochlibin mit den Dörfern Lhota / Welhoten und Zdeslav / Deslawen, den Chaluppen in Zelený Důl / Grünthal und weiterem Zubehör. Albrecht Heinrich Kolowrat-Krakovský errichtete 1674 aus dem Erlös für ein Haus in Kralowitz einen neuen Meierhof in Grünthal, dem die Untertanen aus Welhoten robotpflichtig wurden. Auch die Siedler des zwischen 1695 und 1697 neu gegründeten Dorfes Heinrichsdorf (Kůzová) hatten bis zur Errichtung des Heinrichsdorfer Hofes 1722 ihre Fron auf dem Hof Grünthal abzuleisten.
Im Jahre 1700 verkaufte Albrecht Heinrich Kolowrat-Krakovský das Gut Hochlibin an den Kreishauptmann des Saazer Kreises, Karl Maximilian Přichowsky von Přichowicz auf Libočany. Dessen sechs Söhne veräußerten 1731 das inzwischen überschuldete Allodialgut Hoch-Libin an Georg Olivier von Wallis auf Koleschowitz. 1745 erbte die Besitzungen dessen minderjähriger Sohn Stephan Olivier von Wallis. In der Topographie des Königreichs Böhmen von 1785 wurde Grünthal mit einem Meierhof ohne Angabe der Häuserzahl genannt. 1832 erbte Stephans Sohn Rudolf Olivier Graf von Wallis den Besitz, ihm folgte 1838 dessen Sohn Friedrich Olivier Graf von Wallis.
Im Jahre 1843 bestand die im Rakonitzer Kreis gelegene und nach Hochlibin konskribierte Einschicht Grünthal aus fünf Häusern: einem herrschaftlichen Meierhof, einer dominikalen Schäferei, einem dominikalen Fischmeisterhaus, einem dominikalen Jägerhaus und einer Dominikalchaluppe. Der sich über den Welhotenberg bis zur Westgrenze der Herrschaft erstreckende Grünthaler Wald bildete eine Forstabteilung, die zusammen mit den übrigen drei Abteilungen von einem Förster und drei Hegern als ein Revier bewirtschaftet wurden. In Grünthal lagen vier Teiche: südlich der Schäferei der Schafmeisterteich, nordwestlich des Hofes der Obere und Untere Stephansteich, westlich des Jägerhauses der Jägerteich, die sämtlich der herrschaftlichen Fischzucht dienten. Pfarr- und Schulort war Hochlibin. Bis zur Mitte des 19. Jahrhunderts blieb Grünthal der Allodialherrschaft Hochlibin untertänig.
Nach der Aufhebung der Patrimonialherrschaften bildete Grünthal / Zelený Důl – mit Ausnahme des der Gemeinde Hoch-Libin zugeordneten Hofes Grünthal – ab 1850 einen Ortsteil der Gemeinde Welhoten / Lhota im Gerichtsbezirk Jechnitz. Wegen dem bedeutsamen Kartoffelanbau des Gutes Hoch-Libin wurde 1862 auf dem Hof Grünthal eine Spiritusfabrik; außerdem entstand zur Ausnutzung des Holzreichtums eine maschinelle Schindelfabrik in Grünthal. Die beiden Stephansteiche dienten nunmehr zur Speisung des Kessels der Spiritusfabrik; die am Forsthaus und der Schäferei gelegenen Teiche dienten weiterhin der Fischzucht. Ab 1868 gehörte Grünthal zum Bezirk Podersam. Friedrich Graf von Wallis, der 1873 Besitzer des Gutes Hoch-Libin geworden war, gründete zusammen mit seinem Bruder Karl von Wallis auf Koleschowitz zur gemeinschaftlichen Bewirtschaftung der beiden Güter ein Unternehmen, das 1881 Konkurs anmelden musste. Bei der Zwangsversteigerung erwarb 1883 Anton Kreißl sen. das Gut Hoch-Libin, er veräußerte es 1898 an den österreichischen Brauereiunternehmer Theodor Dreher in Klein Schwechat. Seit den 1880er Jahren wurde Grünthal nicht mehr als Ortsteil von Welhoten geführt. Der Grünthaler Wald war nach einem Rechtsstreit zwischen der Gemeinde Welhoten und der Herrschaft Hoch-Libin letzterer gerichtlich zugesprochen worden. Knapp die Hälfte des Gemeindegebietes von Welhoten gehörte zum Hof Grünthal. 1914 erbte Anton Eugen Dreher das Gut Hochlibin.
Nach dem Ersten Weltkrieg zerfiel der Vielvölkerstaat Österreich-Ungarn, Grünthal wurde 1918 Teil der neu gebildeten Tschechoslowakischen Republik. Beim Zensus von 1921 ist weiterhin die Zweiteilung ersichtlich – Grünthal bildete eine Häusergruppe der Gemeinde Welhoten, der Hof war weiterhin Teil der Gemeinde Hochlibin. Die Brennerei wurde zu Beginn der 1930er Jahre genossenschaftlich.
Nach dem Münchner Abkommen wurde Grünthal im Oktober 1938 dem Deutschen Reich zugeschlagen und gehörte bis 1945 zum Landkreis Podersam. Nach dem Ende des Zweiten Weltkrieges kam Zelený Důl zur wiedererrichteten Tschechoslowakei zurück. Die Spiritusfabrik wurde im Mai 1945 beim Einmarsch der Roten Armee zerschossen. In Folge der Kollektivierung der Landwirtschaft blieb der Hof ungenutzt und verlassen. Nach 1948 wurde auch der Hof der Gemeinde Lhota zugeordnet. Bei der Gebietsreform von 1960 erfolgte die Aufhebung des Okres Podbořany, Zelený Důl wurde Teil des Okres Rakovník. Im selben Jahr erfolgte die Eingemeindung nach Nová Ves. Am 1. Januar 1980 wurde Zelený Důl nach Čistá eingemeindet.
Beim Zensus von 1991 lebten in Zelený Důl 21 Personen. 2011 hatte die Siedlung nur noch zwei Einwohner. Die Hofefelder werden heute vom Staatsgut Jesenice, die umliegenden Wälder vom Staatsforstbetrieb Teplice bewirtschaftet.

## Ortsgliederung
Zelený Důl ist eine Grundsiedlungseinheit der Gemeinde Čistá, die dem Ortsteil Lhota und dem Katastralbezirk Lhota u Rakovníka zugeordnet ist.

## Sehenswürdigkeiten
- Ruine des barocken Meierhofes
- Burgstall Hluboký (Wollhübel), nordwestlich des Hofes am Nordufer des Oberen Stephansteiches (Štěpánův rybník)